# Bambino (Litfiba)
Bambino è un brano della rockband italiana Litfiba. È il secondo e ultimo singolo estratto, nel 1992, dalla raccolta "Sogno ribelle".
La casa di marzapane, citata ad inizio testo, è un riferimento ad alcuni racconti del padre di Pelù, come documentato nel libro "Terremoto tutti i testi".

## Il brano
La canzone originariamente fu pubblicata nel 1988 nell'album Litfiba 3, in una versione significativamente diversa da quella inclusa nel singolo. Solo nel '91 venne rivista in una chiave più rock (il brano originale presentava forti influenze New Wave caratteristiche del primo periodo della band) ed inclusa l'anno successivo nella raccolta Sogno ribelle.

## Tracce
- Bambino (Nuova Versione)[1] - 5:03

## Formazione
- Piero Pelù - voce
- Ghigo Renzulli - chitarre
- Roberto Terzani - basso
- Antonio Aiazzi - tastiere
- Daniele Trambusti - batteria
- Federico Poggipollini - chitarra ritmica